# Austria en el Festival de la Canción de Eurovisión 2018
Austria participará en el Festival de Eurovisión 2018 con "Nobody But You" de Cesár Sampson. Tanto el artista como la canción fueron seleccionados de forma interna. La cadena pública ÖRF es la encargada de la participación austriaca en Eurovisión.

## Historia de Austria en Eurovisión
Hasta 2018, Austria ha cincuenta veces en Eurovisión, tras su debut en Eurovisión 1957. Han logrado dos victorias: en 1966 con "Merci, chérie" de Udo Jürgens y en 2014 con "Conchita Wurst" y su "Rise Like A Phoenix".

## Elección interna
El 5 de diciembre de 2017, la ÖRF anunció que Cesár Sampson sería su representante en el Festival de Eurovisión 2018 durante un programa radiofónico, Ö3-Wecker, en Ö3. También se desveló que los compositores de su tema iban a ser Boris Milanov y Sebastian Arman, quienes han escrito también otros temas de Eurovisión, como las candidaturas búlgaras en 2011, 2016 y 2017.
No obstante, el tema que iba a interpretar en Eurovisión no fue publicado hasta la mañana del 9 de marzo de 2018, en el mismo programa en que se desveló la participación de Cesár.

## En Eurovisión
El Festival de la Canción de Eurovisión 2018 tendrá lugar en el Altice Arena de Lisboa, Portugal y consistirá en dos semifinales el 8 y 10 de mayo y la final el 12 de mayo de 2018. De acuerdo con las reglas de Eurovisión, todas las naciones con excepción del país anfitrión y los "5 grandes" (Big Five) deben clasificarse en una de las dos semifinales para competir en la Gran Final; los diez mejores países de cada semifinal avanzan a esta final. Austria estará en la semifinal 1, actuando en el puesto 13.